# ماتریس تحویل‌شده سطری پلکانی
ماتریس مفروض {\displaystyle A} تحویل شده سطری پلکانی خواهد بود اگر سه شرط زیر را داشته باشد:
- {\displaystyle A} ماتریس تحویل‌شده سطری باشد.
- هر سطر {\displaystyle A} که همه درایه‌هایش صفر است پایین همه سطرهای دیگر که حاوی درایه‌های غیر صفرند قرار گرفته باشد.
- اگر سطرهای {\displaystyle 1,...,r} سطرهای غیر صفر ماتریس {\displaystyle A} هستند و درایه غیر صفر مقدم سطر {\displaystyle i}ام در ستون {\displaystyle k_{i}}ام، {\displaystyle i=1,2,...,r}، واقع بشود آنگاه:

چنین ماتریسی را می‌توان به این صورت نیز تعریف کرد که؛ یا هر درایه ماتریس صفر است یا عدد صحیح مثبتی مثل {\displaystyle r} با شرط
{\displaystyle 1\leq r\leq m} و {\displaystyle r}-تعداد عدد صحیح مثبت {\displaystyle k_{1},k_{2},...,k_{r}} با شرط {\displaystyle 1\leq k_{i}\leq n} وجود دارند به طوریکه:
- به ازای {\displaystyle i>r}، {\displaystyle R_{ij}=0} و اگر {\displaystyle j<k_{i}}، آنگاه {\displaystyle R{ij}=0}
- {\displaystyle R{ij}=\delta {ij}}، {\displaystyle 1\leq j\leq r} و {\displaystyle 1\leq j\leq r}
- {\displaystyle k_{1}<k_{2},...,k_{r}}

ماتریس همانی و ماتریس صفر مثال‌هایی از این نوع ماتریس هستند.
طبق قضیه‌ای قابل اثبات، هر ماتریس {\displaystyle m\times n} با یک ماتریس تحویل‌شده سطری پلکانی هم‌ارز سطری است.

## منبع
- کنت هافمن (۱۳۸۵)، جبر خطی، ترجمهٔ جمشید فرشیدی، مرکز نشر دانشگاهی، ص. ۱۸، شابک ۹۶۴-۰۱-۰۲۳۰-X